# UGC 4879
UGC 4879 (również VV 124 lub PGC 26142) – galaktyka karłowata położona w gwiazdozbiorze Wielkiej Niedźwiedzicy, oddalona od Ziemi o około 4,4 miliona lat świetlnych. Galaktyka ta jest członkiem Grupy Lokalnej i leży na jej obrzeżach. Jest galaktyką samotną – od najbliższej galaktyki Leo A dzieli ją około 2,3 miliona lat świetlnych. Średnica UGC 4879 wynosi około 2200 lat świetlnych. Pierwsza wzmianka o tej galaktyce pochodzi z katalogu B.A. Woroncowa-Wieliaminowa z 1959 roku.